# Baudreville (Eure-et-Loir)
Baudreville é uma comuna francesa na região administrativa do Centro, no departamento Eure-et-Loir. Estende-se por uma área de 13 km². Em 2010 a comuna tinha 252 habitantes (densidade: 19,4 hab./km²).